# Deutscher Achtkampf
Der Achtkampf, auch Deutscher Achtkampf, ist ein sportlicher Wettkampf, der vier leichtathletische und vier turnerische Disziplinen umfasst.
Bei diesem zu den Turnerischen Mehrkämpfen gehörenden Wettkampf werden Meisterschaften auf Bezirks-, Landes- und Bundesebene ausgetragen.

## Disziplinen bei den Männern
- Boden
- Sprung
- Barren
- Reck
- 100-Meter-Lauf
- Weitsprung
- Kugelstoßen
- Schleuderballwurf

## Disziplinen bei den Frauen
- Sprung
- Stufenbarren
- Schwebebalken
- Boden
- 100-Meter-Lauf
- Weitsprung
- Kugelstoßen
- Schleuderballwurf

## Geschichte
Der Deutsche Achtkampf ist die moderne Form der Gemischten Turnwettkämpfe. Diese gemischten Wettkämpfe mit leichtathletischen und turnerischen Disziplinen werden seit 1880 unter anderem bei Deutschen Turnfesten ausgetragen. Für einige Zeit war dieser Mehrkampf auch international von Bedeutung. Bei den 2. Olympischen Spielen 1900 in Paris mussten neben sechs Gerätübungen sowie Hangeln auch Weit-, Weithoch-, Stabhochsprung und Steinheben absolviert werden. Danach allerdings wurden diese sogenannten Athletikübungen nur noch 1904 in St. Louis und bei den Zwischenspielen 1906 in Athen verlangt. Anschließend wurden die Turn-Olympiasieger nur mit reinen Gerätwettkämpfen ermittelt. Bei den 1. Weltmeisterschaften 1903 in Antwerpen gehörten neben 12 Gerätübungen und 6 Pflicht-Freiübungen auch ein 150-m-Lauf, Hochsprung und Gewichtheben zum Wettkampfprogramm. Diese Athletikübungen wurden in unterschiedlicher Zusammensetzung bis zu den Weltmeisterschaften 1950 in Basel verlangt. Bei den Weltmeisterschaften 1954 in Rom gab es erstmals reine Gerätwettkämpfe. Die Zusammensetzung der Wettkampfdisziplinen unterlag einem steten Wandel. Im Laufe der Zeit änderte sich die Anzahl und die Gewichtung von leichtathletischen zu turnerischen Disziplinen mehrmals, so dass bei verschiedenen Turnfesten teilweise ein Sechskampf, Achtkampf, Zehnkampf und ein Zwölfkampf ausgetragen wurden. Die leichtathletischen Disziplinen wurden teilweise erst wenige Wochen vor den Turnfesten bekannt gegeben. In seiner heutigen Form (4:4) wird der Deutsche Achtkampf seit dem Deutschen Turnfest 1998 in München ausgetragen.
Ähnlich wechselvoll stellt sich die Geschichte bei den gemischten Turnwettkämpfen für die Frauen dar. Erstmals im Jahre 1922 als Neunkampf (7:2) ausgetragen änderte sich die Zusammensetzung mehrmals. In seiner heutigen Form (4:4) wird der Deutsche Achtkampf für die Frauen seit 1970 durchgeführt.

## Turnfestsieger
| Turnfest                | Sieger/in                                                  | Verein des Siegers/in                                                        |
| ----------------------- | ---------------------------------------------------------- | ---------------------------------------------------------------------------- |
| 1880 in Frankfurt/M.    | Christian Meller                                           | TV Frankfurt a.M.                                                            |
| 1885 in Dresden         | Ludwig bzw. Louis Jennewein                                | MTV Stuttgart                                                                |
| 1889 in München         | Gustav Ulshöfer                                            | MTV München von 1879                                                         |
| 1894 in Breslau         | Georg Weitz                                                | TK Hannover                                                                  |
| 1898 in Hamburg         | Alfred Flatow                                              | Berliner Turnerschaft                                                        |
| 1903 in Nürnberg        | Friedrich Zohsel                                           | MTV München von 1879                                                         |
| 1908 in Frankfurt/M.    | Bruno Mahler                                               | MTV München von 1879                                                         |
| 1913 in Leipzig         | Ewald Keßler                                               | TV Leipzig Thonberg-Neureudnitz/Freie Turnerschaft Südost Leipzig            |
| 1923 in München         | Rudolf Kobs / Margarethe Furchheim                         | TV Vorwärts Breslau / TV Jahn Neuköln                                        |
| 1928 in Köln            | Karl Reuter und Emil Preiß / Rosl Windsheimer und D. Mieth | MTV Gießen, TV Aurora Illinois (zuvor MTV Stuttgart) / TG Würzburg, MTV Kiel |
| 1933 in Stuttgart       | Kurt Krötzsch / Paula Pöhlsen                              | TSV Leuna / TS Hamburg                                                       |
| 1938 in Breslau         | Hans Friedrich / Bertha Rupp                               | MTV München von 1879 / TS Berlin-Köpenick                                    |
| 1948 in Frankfurt/M.    | Theo Wied / Irma Bogner                                    | TSV Stuttgart-Münster / TSV Nürnberg                                         |
| 1953 in Hamburg         | Adalbert Dickhut / Doris Bethe                             | TS Köln / TSV Sachsenhausen 1857                                             |
| 1958 in München         | Horst Gaumann / Hannelore Assel                            | TV Niederschelden / TSV Bad Kissingen                                        |
| 1963 in Essen           | Helmut Zimmer / Elke Reichert                              | TK Hannover / MTV Osnabrück                                                  |
| 1968 in Berlin          | Helmut Zimmer / Erika Bößmann                              | TSV Handschuhsheim / TuS Bayer 04 Leverkusen                                 |
| 1973 in Stuttgart       | Alfred Grünefeld / Lilo Franz                              | VfL Neckargartach / TB Wiesbaden                                             |
| 1978 in Hannover        | Peter Diehl / Barbara Schmider                             | MTV Hörnerkirchen / TSV Berghausen                                           |
| 1983 in Frankfurt/M.    | Stefan Müller / Elke Markmann                              | TV Rheinbrohl / TV Oberneisen                                                |
| 1987 in Berlin          | Thomas Hindermann / Elke Markmann                          | TSG Öhringen / TV Oberneisen                                                 |
| 1990 in Dortmund/Bochum | Thomas Hindermann / Elke Markmann                          | TSG Öhringen / TV Oberneisen                                                 |
| 1994 in Hamburg         | Marc König / Sabine Giese                                  | TG Polch / TSC Berlin                                                        |
| 1998 in München         | Hans-Ulrich Hasse / Tina-Nadine Seifried                   | TSG Sonneberg / TV Möhringen, Baden                                          |
| 2002 in Leipzig         | Johannes Hablik / Katrin Hoppstädter                       | TV Ober-Ramstad / TuS Wiebelskirchen                                         |
| 2005 in Berlin          | Christian Leisinger / Katja Brusch                         | TSG Ötlingen / Birkesdorfer Turnverein                                       |
| 2009 in Frankfurt       | Dominik Scherer / Miriam Kalhöfer                          | TV Lemberg / Eintracht Frankfurt                                             |

## Deutsche Meister der letzten Jahre
| Jahr/Austragungsort | Sieger/in 20+                        | Verein des Siegers/in                         | Sieger/in 30+                                     | Verein des Siegers/in                             |
| ------------------- | ------------------------------------ | --------------------------------------------- | ------------------------------------------------- | ------------------------------------------------- |
| 2003 / Ludwigshafen | Jochen Weber / Miriam Kalhöfer       | TuS Hüfingen / TV Weißkirchen                 | Michael Steinmetz / Annette Wirth                 | TV Bous / Heidelberger TV                         |
| 2004 / Essen        | Johannes Trapp / Katja Brusch        | TV Dahn / Birkesdorfer TV                     |                                                   |                                                   |
| 2006 / Konstanz     | Roman Kneller / Katja Brusch         | TV Bünzwangen / Birkesdorfer TV               | Benjamin Koch / Petra Goldschmidt                 | KTV Ries / TSV Kücknitz                           |
| 2007 / Gelnhausen   | Christian Leisinger / Patricia Gayer | TSG Ötlingen / Heidelberger TV                | Benjamin Koch / Miriam Kalhöfer                   | KTV Ries / TV Weißkirchen                         |
| 2008 / Waiblingen   | Andreas Frieb / Patricia Gayer       | TSG Nordwest / Heidelberger TV                | Christoph Storz / Heike Wangerin                  | TV Ludwigshafen / Berliner TS                     |
| 2009 / Frankfurt    | Dominik Scherer / Miriam Kalhöfer    | TV Lemberg / Eintracht Frankfurt              | Jochen Weber / Heike Wangerin                     | TuS Hüfingen / Berliner TS                        |
| 2010 / Berlin       | Dominik Scherer / Miriam Kalhöfer    | TV Lemberg / Eintracht Frankfurt              | Jochen Weber / Heike Busch                        | TuS Hüfingen / Heidelberger TV                    |
| 2011 / Einbeck      | Reza Abbasian / Alina Rothardt       | Hausbruch-Neugrabener TS / TV 1900 Oberhausen | Christoph Brombacher & Uli Ernst / Heike Wangerin | TSG Ötlingen 1892 & TSV Utting 1923 / Berliner TS |
| 2012 / Einbeck      | Dominik Scherer / Alina Rothardt     | TV Lemberg / TV 1900 Oberhausen               | Johannes Krick / Sandra Nitsche                   | Eintracht Frankfurt / TSV Salzgitter              |
| 2015 / Eutin        | Reza Abbasian / Sandra Hald          | Hausbruch-Neugrabener TS / SG Nußloch         | André Becker / Sandra Nitsche                     | SG Kirchheim / TSV Salzgitter                     |